# Azkoaga
Azkoaga est une elizate de la municipalité d' Aramaio dans la province d'Alava dans la Communauté autonome basque.

## Référence
1. ↑  Officiellement « Azkoaga » Euskal Herriko leku 2012-07-25 (Site d'Euskaltzaindia ou Académie de la langue basque)